# Tønsberg
Tønsberg( ? i  escolteu-ne la pronunciació en noruec) és un municipi i una ciutat del sud de Noruega, amb 106 km² i una població estimada de 42.276 habitants el 2016. És la capital del comtat de Vestfold.
Tradicionalment hom la considerava la ciutat més antiga de Noruega, però actualment s'accepta que va ser fundada cap al segle xii. Va ser una de les ciutats més importants del país durant l'edat mitjana, però va perdre rellevància en ser arruïnada per incendis. Al segle xviii va recuperar vitalitat i es convertiria en un destacat centre balener i navilier. Actualment, l'economia del municipi gira principalment al voltant dels serveis, entre ells el turisme, però les activitats industrials i agrícoles no són menyspreables.
La ciutat de Tønsberg forma una conurbació amb la veïna ciutat de Nøtterøy. El departament noruec d'estadística considera Tønsberg la desena regió metropolitana de Noruega, amb al voltant de 115.000 habitants.

## Etimologia
El nom nòrdic antic era Túnsberg. Aquest nom prové de l'arrel tún, que pot tenir el significat de "lloc tancat" o "granja", i de berg, que significa "muntanya", fent referència a la muntanya Slottfjellet que se situa en les proximitats de la ciutat. La forma Tønsberg s'ha utilitzat des de fa diversos segles, mentre que la forma antiga s'ha mantingut en el nom de la diòcesi de Tunsberg.

## Història

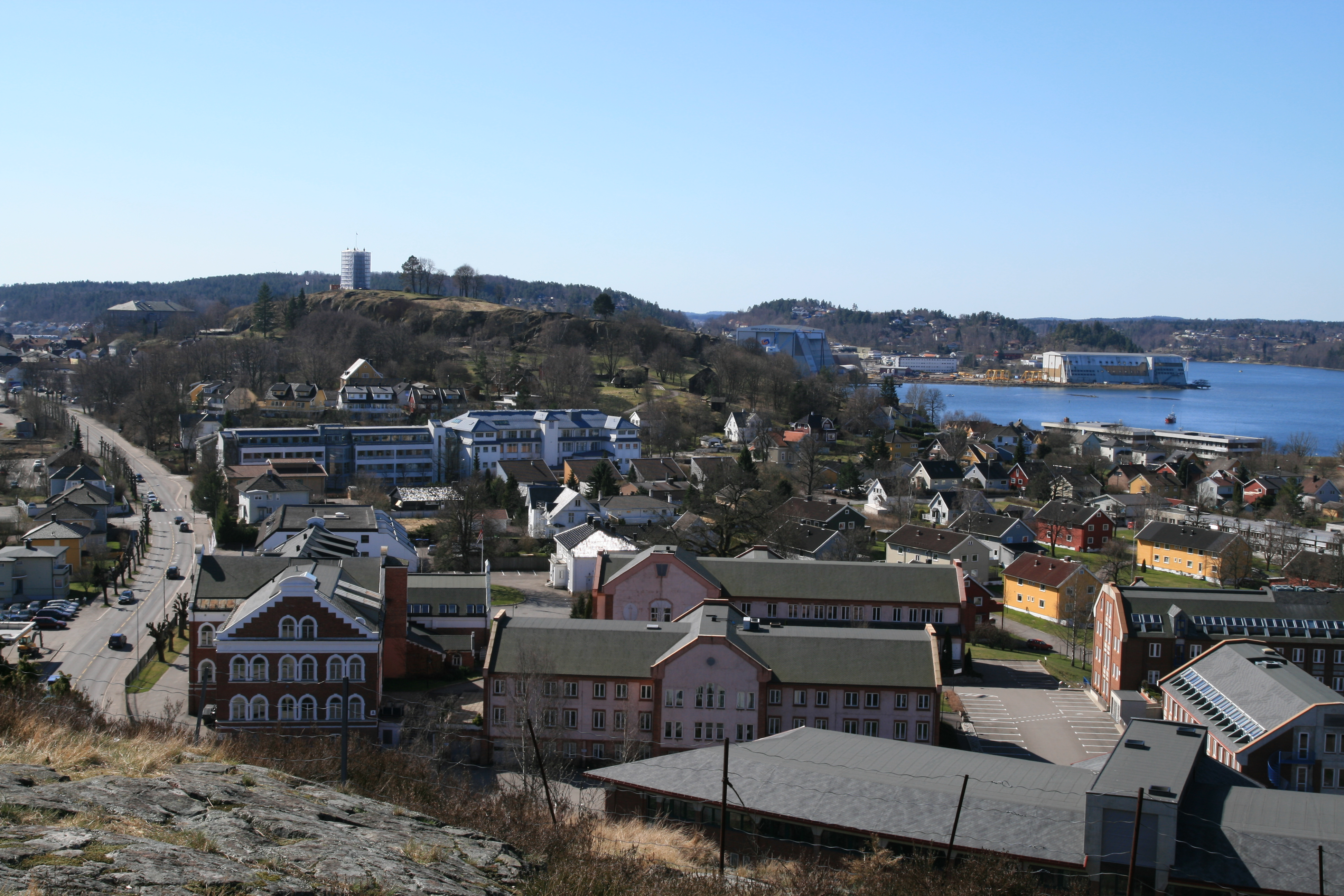
Vista del centre de Tønsberg, amb el turó Slottfjellet, on es localitzava l'antiga fortalesa reial.

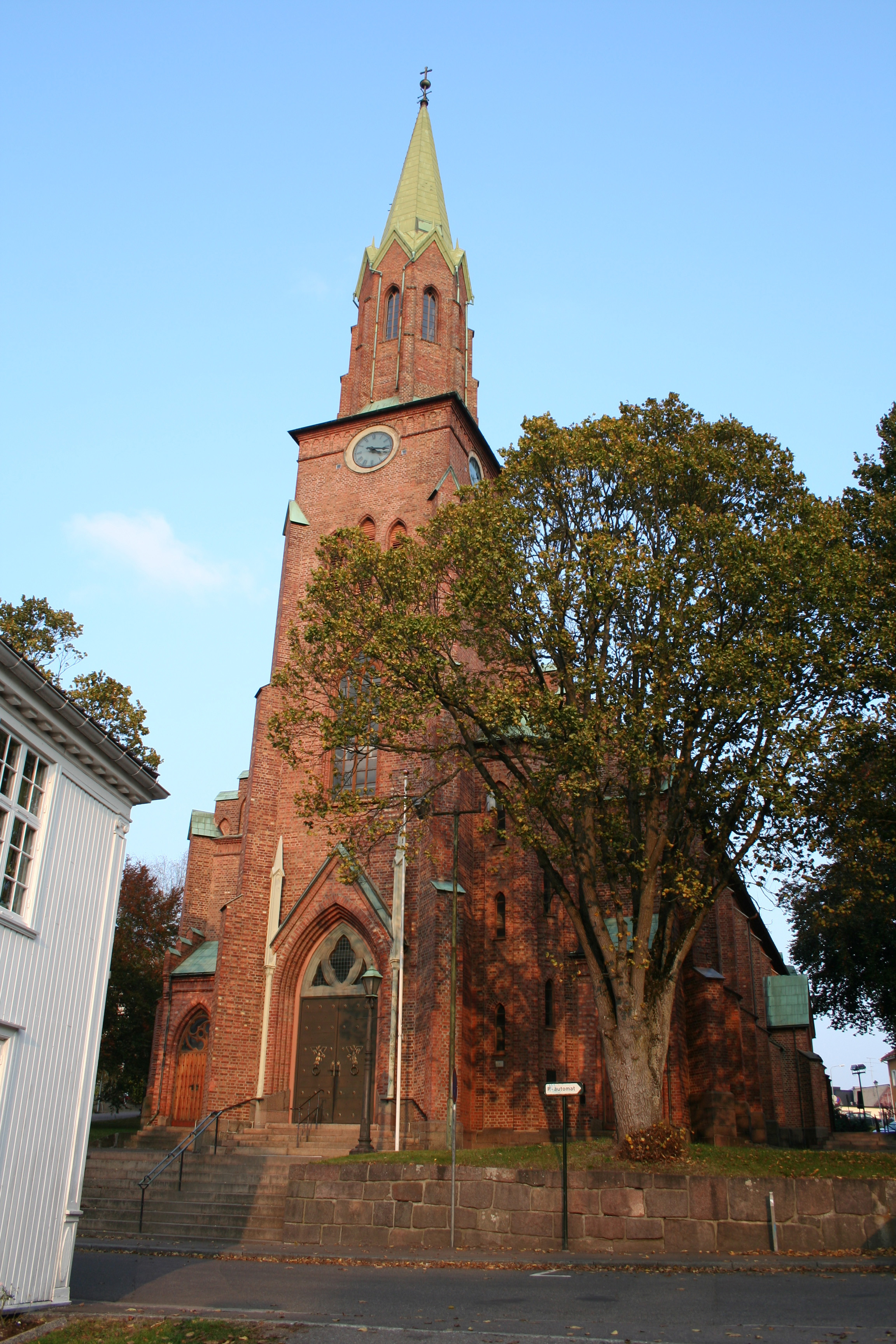
Catedral de Tønsberg.

Segons l'historiador medieval islandès Snorri Sturluson, la ciutat va ser fundada abans de la batalla de Hafrsfjord, que d'acord amb el mateix Snorri va tenir lloc el 871. Si és correcta aquesta dada, Tønsberg seria la ciutat més antiga de Noruega. Basant-se en aquesta font, la ciutat va celebrar el seu mil·lenari el 1871, i el seu aniversari número 1100 el 1971.
La data exacta de la batalla és disputada, i alguns suposen que hauria succeït cap a l'any 900. Durant la dècada de 1970 es van realitzar excavacions arqueològiques en les parts més antigues de la ciutat, i els resultats van contradir Snorri. Possiblement, com a part d'una confusió, l'historiador considerava Tønsberg i Kaupang (una localitat més antiga, actualment al municipi de Larvik) com la mateixa ciutat. Actualment, hi ha la tendència entre els historiadors a acceptar l'any 1100 com la data aproximada de la fundació de Tønsberg.
Hi ha una descripció de Tønsberg escrita el 1191 per un croat danès que va visitar la localitat abans de partir a Terra Santa. L'escriptor hi presenta Tønsberg com una ciutat.
La muntanya Slotfjellet ("muntanya del castell"), localitzada al nord del centre de la ciutat, constituïa una fortalesa natural. Durant les guerres civils, el grup polític conegut com els bagler va tenir a Tønsberg la seva capital i va fortificar Slottfjellet. Entre la tardor de 1201 i l'hivern de 1202 la facció enemiga, els birkebeiner, van assetjar la muntanya fins que els bagler es van rendir.
Tønsberg va ser un important centre polític durant tota l'edat mitjana, i diversos reis van residir a la seva fortalesa. La ciutat va ser també un centre eclesiàstic, amb vuit esglésies dins dels seus límits. El 1277, durant el regnat de Magnus el legislador es va signar el concordat de Tønsberg, que va ser una reconciliació entre la monarquia i l'Església.
La fortalesa de Tønsberg va ser seu del len de Tønsberg (una entitat administrativa de Noruega), fins que va ser assaltada i destruïda totalment el 1503 per un exèrcit suec. La major part de Tønsberg va ser destruïda per un gran incendi el 1536, i la ciutat romandria en un estat ruïnós per prop d'un segle.
Tønsberg va tornar a cobrar importància en el segle xviii, quan es va convertir en un pròsper centre per a la navegació i la caça de balenes. Les dues esglésies que havien sobreviscut a l'incendi de la ciutat, Sant Llorenç i Santa Maria, van ser enderrocades entre 1811 i 1814, i el 1866, respectivament. L'actual catedral de Tønsberg va ser aixecada al lloc de l'església de Sant Llorenç.
El vaixell d'Oseberg es va trobar el 1904 al llavors municipi de Sem, avui part de Tønsberg. El vaixell i el seu contingut representen un dels majors tresors de l'art viking.
El 1948 Tønsberg va ser designada seu episcopal de la recentment creada diòcesi de Tunsberg de l'Església de Noruega. La nova diòcesi es va formar a partir de l'escissió de les províncies de Vestfold i Buskerud de la diòcesi d'Oslo.
Durant la Segona Guerra Mundial, a la rodalia de la ciutat es va construir el camp de concentració de Berg. El municipi de Tønsberg es va fusionar el 1988 amb el municipi de Sem, multiplicant la seva àrea i gairebé triplicant la seva població.

## Geografia

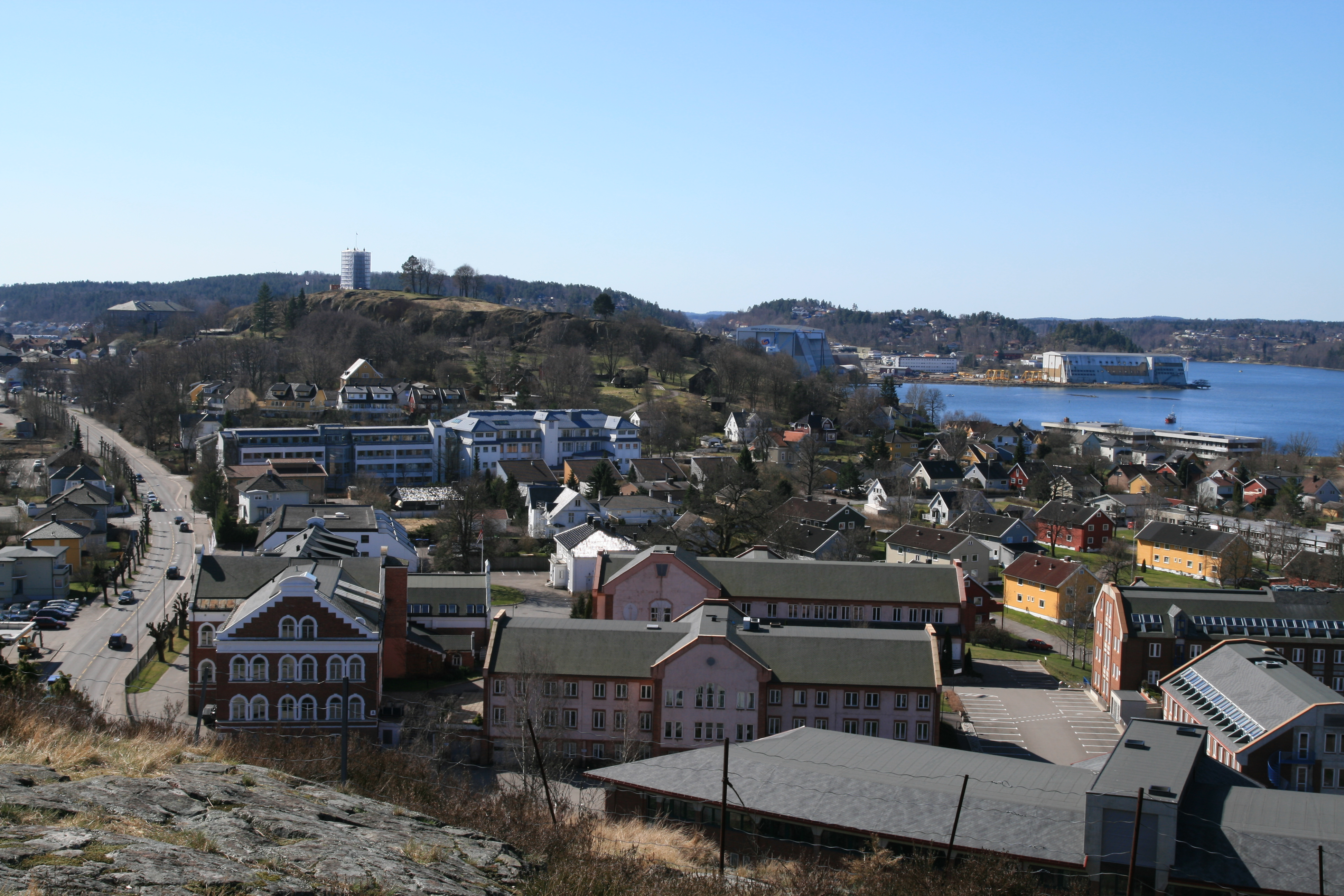
Vista del centre de Tønsberg, amb el turó Slottsfjell, on s'alçava l'antiga fortalesa reial.

El municipi de Tønsberg es troba al sud de Noruega, a l'est del comtat de Vestfold. Confina al nord amb els municipis de Re i Horten, a l'est amb el fiord d'Oslo, a l'oest amb Stokke i al sud amb el fiord de Tønsberg. Aquest fiord és més aviat un estret que separa el continent de les illes localitzades al sud, i en aquesta part assoleix el punt més septentrional, quan separan Tønsberg de l'illa de Nøtterøy. La ciutat de Tønsberg se situa en una península semi-triangular al sud del municipi, davant de Nøtterøy, just on el fiord es torna més estret.
Gran part de l'àrea municipal va ser un antic fons marí i consisteix en sòls argilosos. Una altra part important del sòl de Tønsberg consisteix en morrenes, o dipòsits de sediments arrossegats per antigues glaceres.

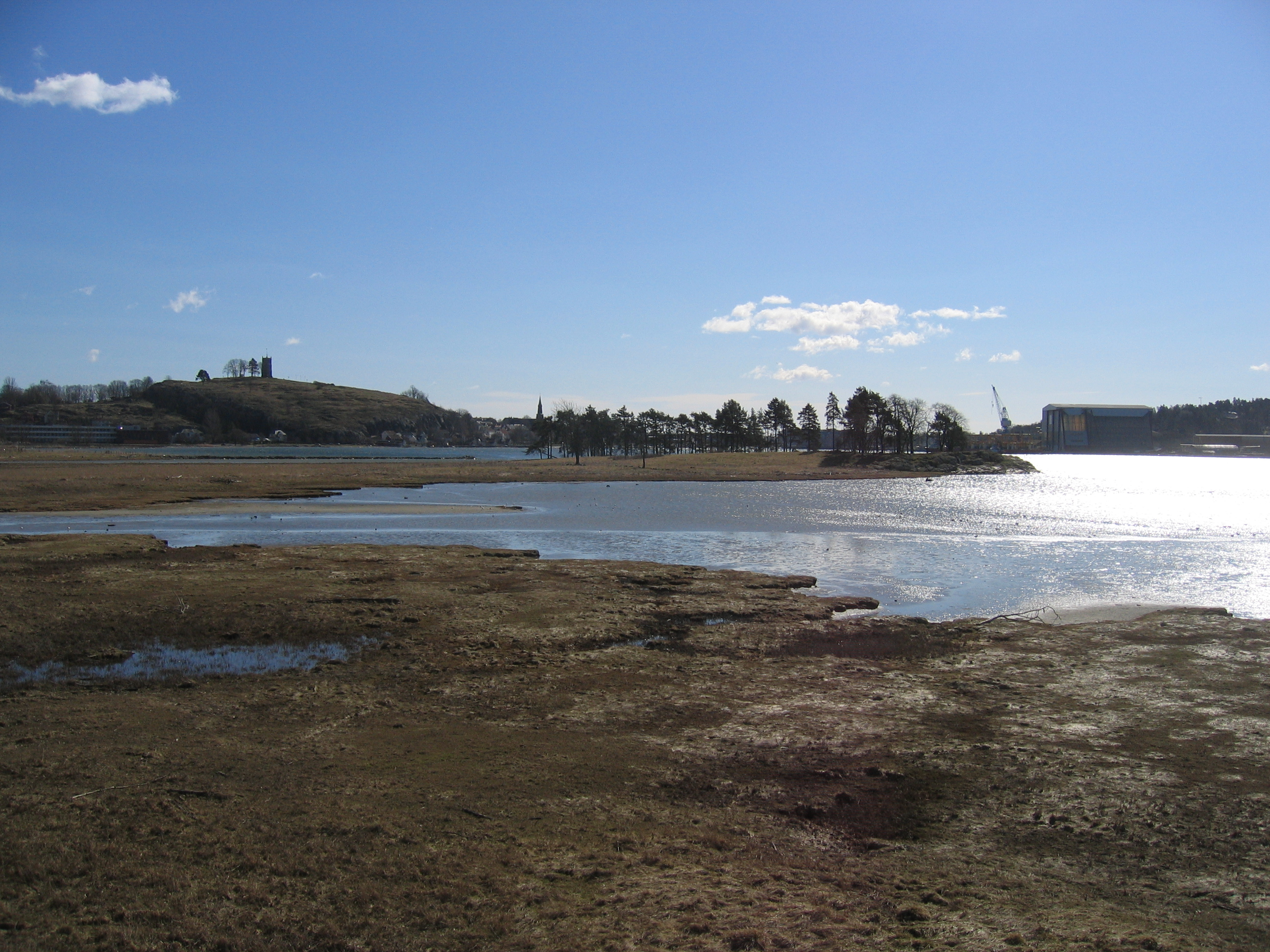
Els aiguamolls del lle, als afores de la ciutat.

L'orografia és suau a la major part del municipi, amb alguns pujols d'escassa elevació, i comença a tornar-se més abrupta cap a l'extrem occidental. La costa pot ser rocosa, com a resultat de l'arrossegament de les glaceres, però també hi ha platges. Hi ha diversos rierols, però el riu principal és el Aulielva, que arriba aquí al seu cabal més gran i desemboca en el fiord de Tønsberg, a l'occident del municipi. Dins dels límits de Tønsberg hi ha grans àrees d'aiguamolls importants per a la vida animal, que serveixen com a santuaris d'aus i particularment com a estació en la migració de diverses espècies. Els aiguamolls protegits de Presterødkilen es localitzen a l'est de la ciutat, i els de Ilen a l'oest.

## Demografia

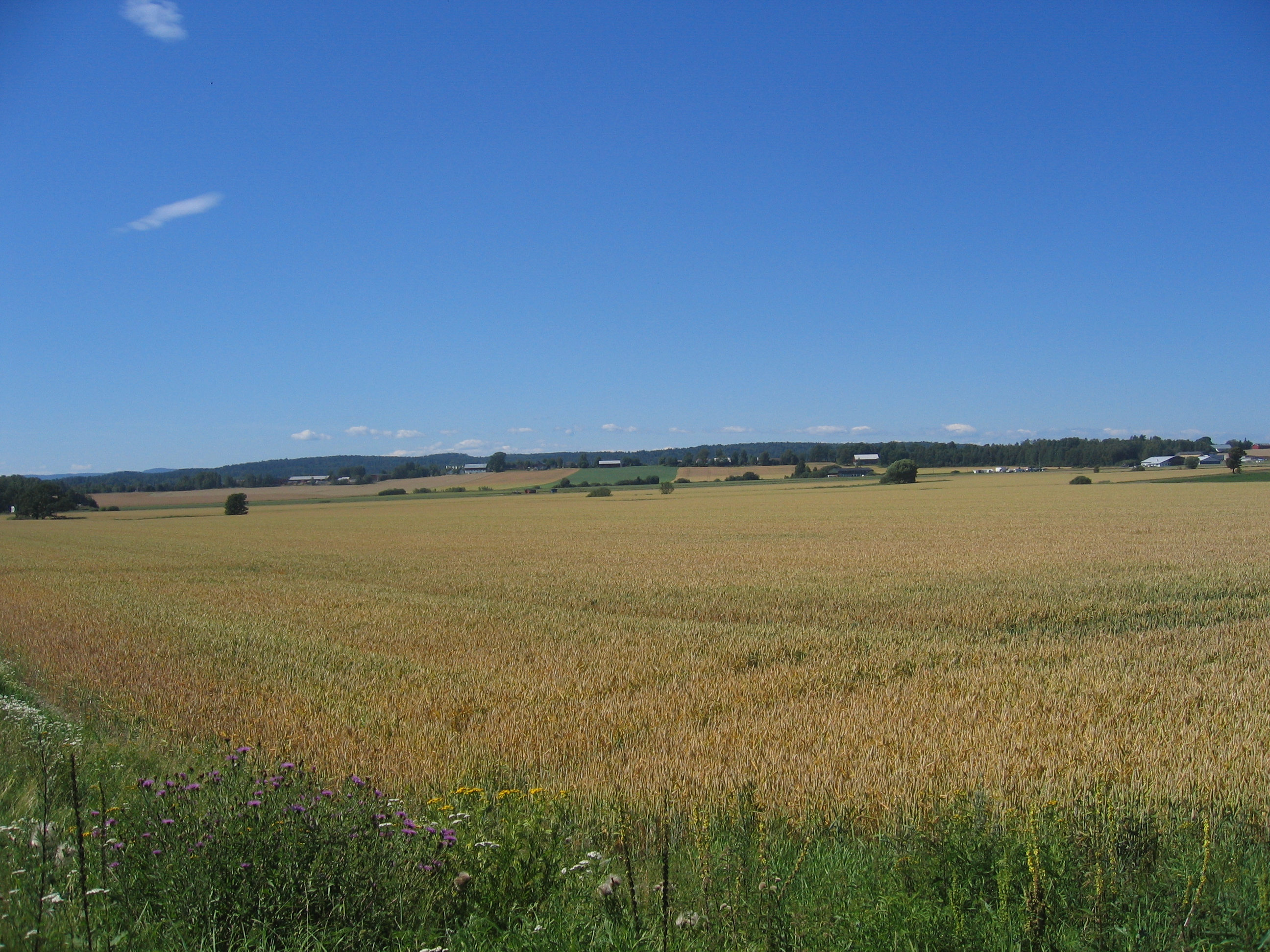
Camps de cereal entre Tønsberg i Sem.

El municipi de Tønsberg comptava el 2016 un estimat de 42.276 habitants. El municipi està densament poblat, però la major part de la població es concentra al sud-est, on s'assenta la capital del municipi, la qual compta té prop de 31.000 habitants i forma un continu urbà amb les poblacions del nord del municipi insular de Nøtterøy. La població d'aquesta àrea urbana arribava 46.802 habitants en 2008.
Estadísticament, el govern noruec considera a Tønsberg el centre d'una àrea metropolitana que inclou set municipis (Tønsberg, Nøtterøy, Horten, Andebu, Re, Stokke i Tjøme) i suma una població de prop de 115.000 persones, i forma així la desena àrea metropolitana de Noruega.
A més de la capital, el municipi compta amb diverses localitats petites, entre elles les més gran són Barkåker, al nord de la capital, amb 1.252 habitants, i Sem, una vella estació de ferrocarril i antiga capital del municipi homònim, amb 1.981.

## Economia
L'economia de Tønsberg es basa principalment en el sector terciari, i és el principal centre comercial de tota la província de Vestfold i la seu de nombrosos serveis públics. A Tønsberg hi ha diversos centres comercials amb gran quantitat de locals comercials. La ciutat té una important oferta de restaurants i bars. La creixent importància del turisme ha fet florir el ram de l'hoteleria. Hi ha un complex hoteler privat que és al mateix temps un dels més importants centres culturals de la ciutat.

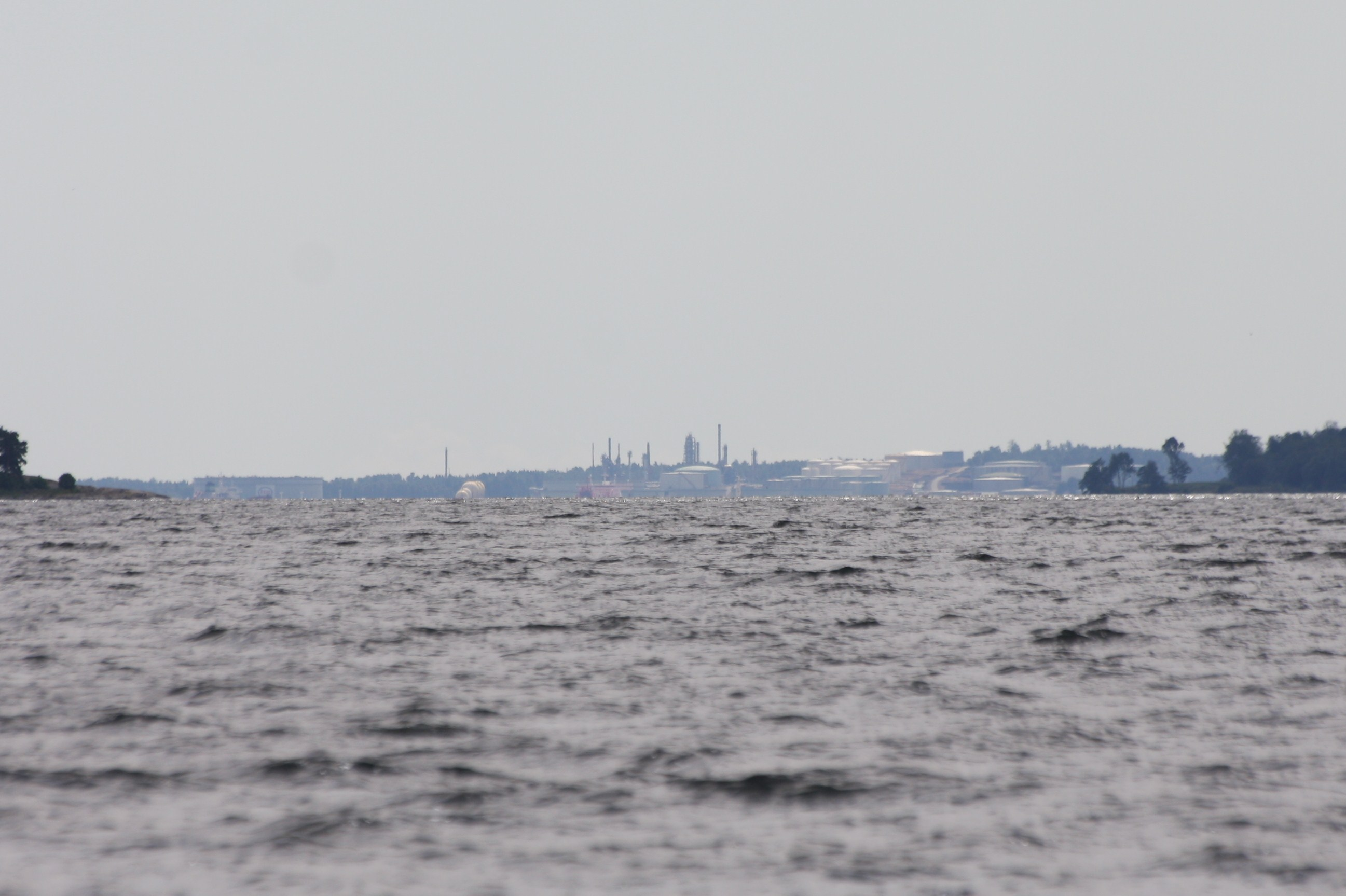
Refineria de petroli de Slagentangen.

Durant molt de temps, l'economia de Tønsberg va estar fonamentada en la caça de balenes, la navegació, i en la indústria relacionada amb el mar. La indústria va perdre força amb el tancament, a finals del segle xx, dels dos drassanes i altres empreses de tradició a la ciutat. En Kaldnes, al veí municipi de Nøtterøy, s'assenten les instal·lacions de l'empresa Grenland Group, especialista en la indústria del petroli.
A la localitat de Sem la indústria també ha anat en retrocés. Aquí estava la major salina de tota Noruega, però va ser tancada a la fi del segle xix. Aquí mateix va estar la primera refineria de petroli del país, però va ser destruïda pels aliats durant la Segona Guerra Mundial. Des de 1960, l'empresa Esso té una refineria a la península de Valløy, al costat del fiord d'Oslo.
Al municipi hi ha una important activitat d'empreses mitjanes dedicades a la indústria alimentària, entre elles una important empresa de carnis i una altra de lactis, totes dues a Sem.
Encara que hi ha una reduïda població camperola, l'agricultura manté una rellevància considerable. Als voltants de la ciutat de Tønsberg, es dediquen grans extensions a la producció d'hortalisses. En Tønsberg, hi ha empreses dedicades a la conservació d'aquesta producció.

## Cultura

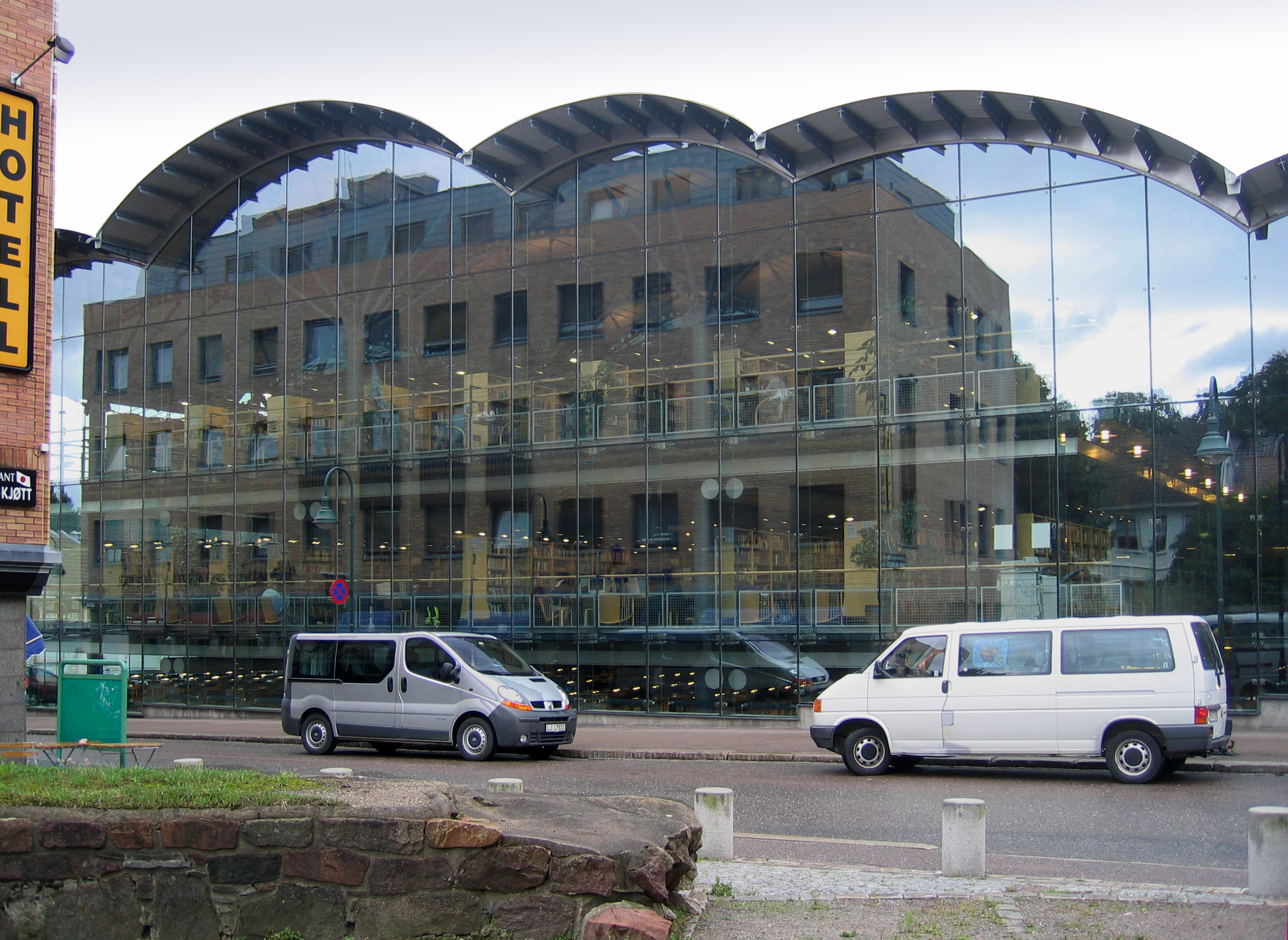
Biblioteca de Tønsberg i Nøtterøy.

La vida cultural de Tønsberg està influïda per la rica història de la ciutat i per la seva gran activitat com a centre econòmic i comercial de la província. És a més un popular centre turístic i cultural a l'estiu, resultant atractiu el seu suau clima i la seva costa.
La ciutat no compta amb institucions d'ensenyament universitari. El Col·legi Universitari de Vestfold es localitza en el veí municipi de Horten. La Biblioteca de Tønsberg i Nøtterøy és la biblioteca pública de tots dos municipis i de tota la província; la seva seu és un edifici avantguardista de finals del segle xx.
Una setmana a l'any, al mes de maig, se celebra des de 1968 la Fira Comercial de Tønsberg (Tønsbergmessa) al parc Frodeåsen, que atrau la ciutat a diversos artistes famosos. També a la primavera se celebra el Festival Medieval.

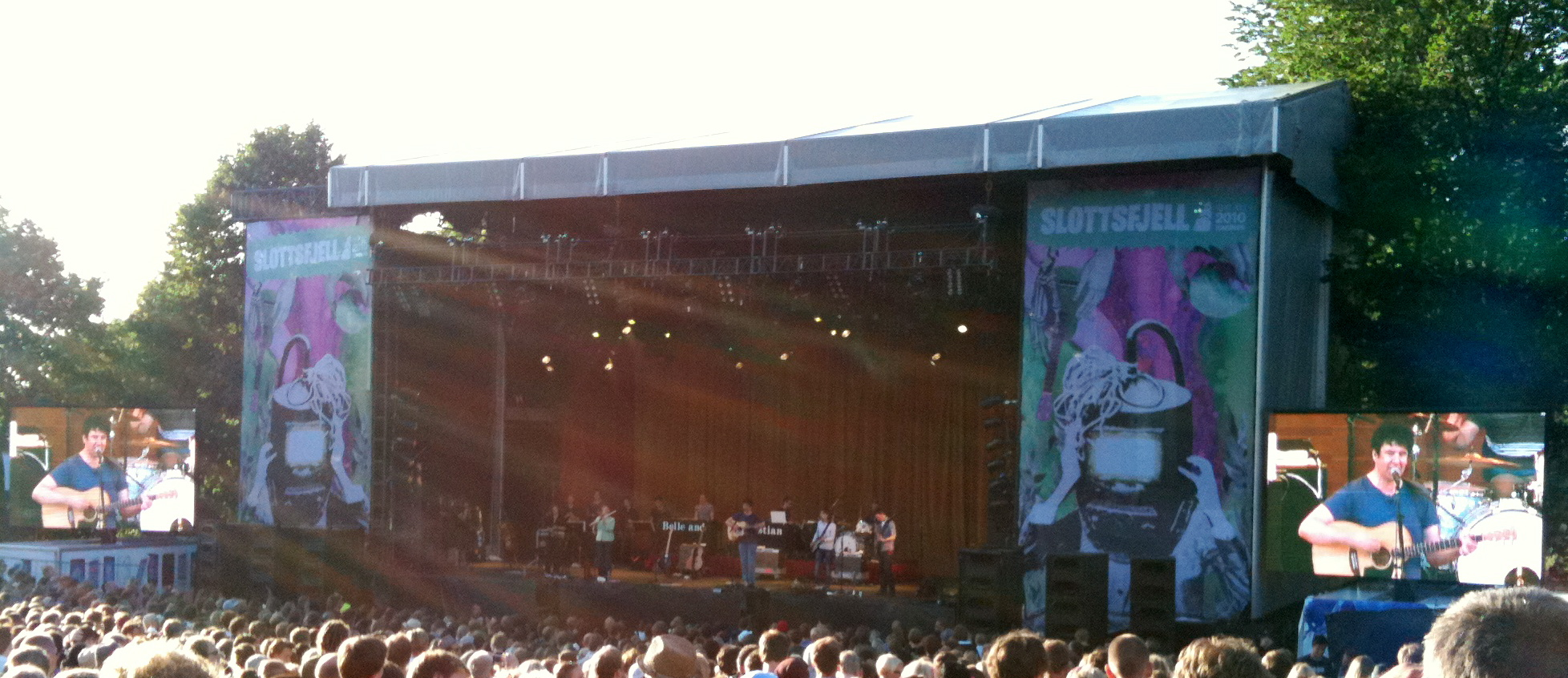
Belle and Sebastian al Slottsfjellfestivalen del 2010.

A l'estiu, el turisme aporta molta vida a la cultura. Els bars, pubs i cafeteries propers al port s'omplen de visitants i vilatans, i la vida nocturna s'incrementa. Es realitzen recorreguts per la ciutat i el fiord, i en els majors hotels i alguns pubs, hi ha espectacles còmics, de revista i musicals. Des de 2003, es realitza a mitjans de juliol un festival de música rock i pop, conegut com el Festival Slottfjellet (Slottfjelletfestivalen), que té lloc en el turó homònim. Aquest festival s'ha convertit en poc temps en un dels més grans de Noruega, reunint més de 30 000 persones en els tres dies que té de durada.
El Festival Internacional de Vestfold (Vestfold Festspillene) es realitza al juny, i és un esdeveniment dedicat a l'art i la cultura regional, nacional i internacional, amb accent en la música i l'art escènic. El festival, que congrega artistes professionals i aficionats, es porta a terme en diverses localitats de la província, realitzant-se en Tønsberg la part de música clàssica.
La Setmana Literària de Vestfold (Litteraturuka i Vestfold) s'organitza al novembre des de 1997, organitzada per la Societat Literària de Tunsberg, la Biblioteca de la Província de Vestfold i la llibreria Norli. En cadascuna de les seves edicions, es lliura el Premi de Literatura de Vestfold a un escriptor de la regió.
Els dos majors museus de Tønsberg són el Museu Provincial de Vestfold i el Museu Haugar d'Art. El primer, localitzat als peus de Slottfjellet, està dedicat a la cultura i història de la província; el segon va ser erigit en un turó on se celebraven assemblees en l'era vikinga, i la seva col·lecció consisteix bàsicament d'art contemporani noruec.

## Patrimoni històric

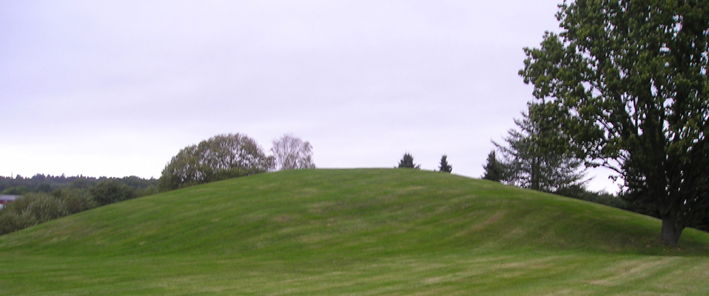
El turó Oseberg, on va ser descobert el vaixell d'Oseberg en 1904.

Durant la construcció de la ruta europea E18 es van trobar vestigis arqueològics al municipi; entre ells, restes d'una embarcació similar al vaixell de Gokstad.
El vaixell d'Oseberg és el major troballa arqueològica que s'ha realitzat dins dels límits actuals del municipi de Tønsberg. Es tracta d'un vaixell funerari viking amb un magnífic tresor que estava enterrat al turó del mateix nom. Avui forma part de la col·lecció del Museu de Vaixells Vikings d'Oslo. El turó de Oseberg ha estat restaurada en la seva aparença original i està oberta a les visites del públic.
Altres túmuls funeraris són Haugar, al centre de la ciutat, que era també el lloc de les assemblees (ting) vikingues, i Farmannshaugen, al nord de la ciutat, que data de l'Edat del Ferro.

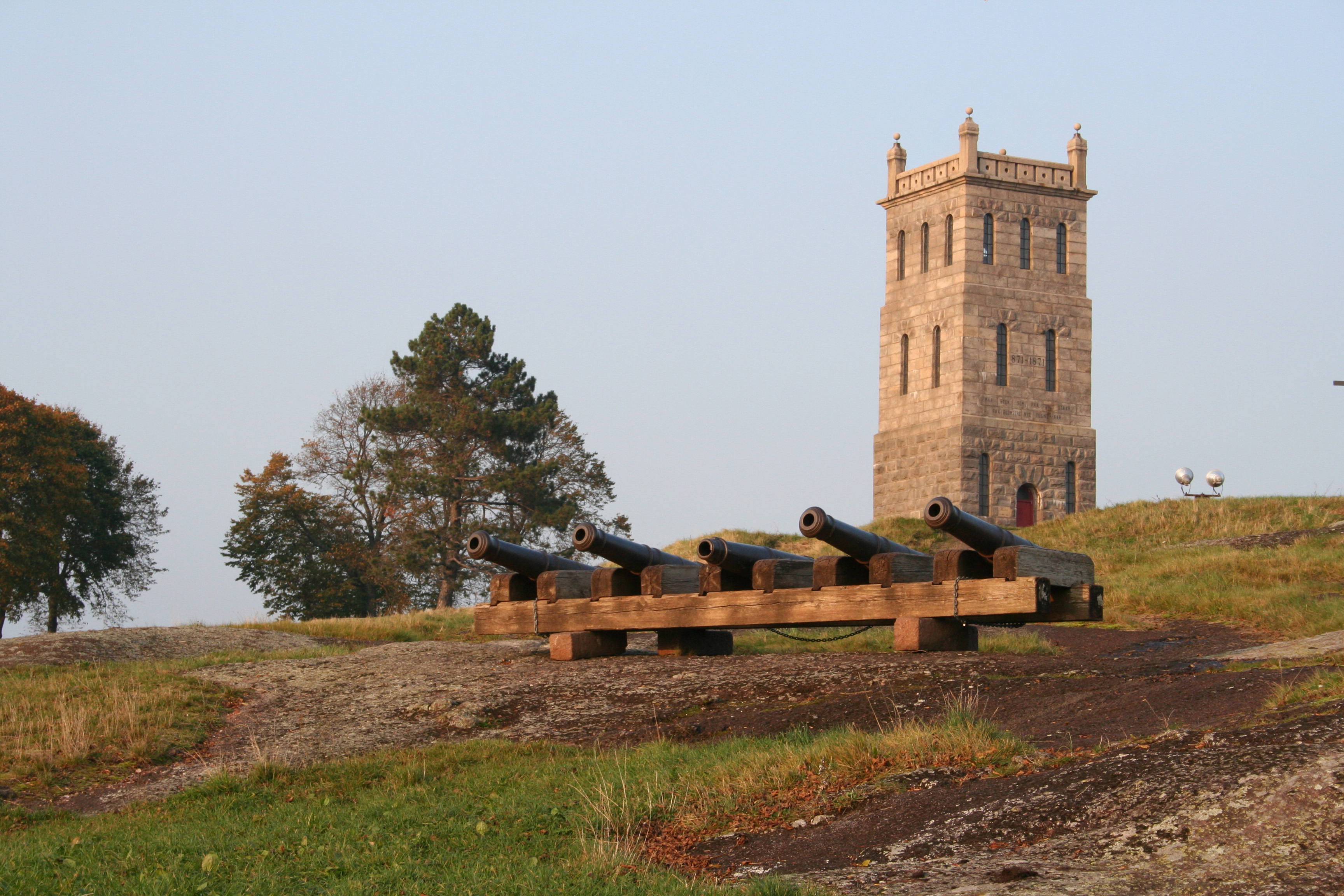
Slottsfjellet, lloc de l'antiga fortalesa de Tunsberghus i Tønsberg.

La muntanya anomenada Slottfjellet és el major monument de Tønsberg. S'hi conserven les ruïnes de la fortalesa medieval de Tunsberghus, que va arribar a ser residència dels reis de Noruega.
La ciutat de Tønsberg no va conservar cap de les seves esglésies medievals. L'església del poble de Sem, d'estil romànic i construïda al segle xii, és el temple més antic de tot el municipi. En Tønsberg hi va haver un important monestir premonstratense en l'Edat Mitjana, el monestir de Sant Olaf, del qual només queden algunes ruïnes en el que avui és la biblioteca pública.
Encara que la ciutat va ser destruïda per incendis, conserva a la part central el traçat medieval dels carrers.
També d'importància és la Mansió Jarlsberg, un bell palauet de maçoneria del segle xix que va ser residència del comte Herman Wedel-Jarlsberg, una figura important en la redacció de la constitució noruega.
Tønsberg conserva una important quantitat d'edificis de fusta antics, principalment del segle xix. Aquests es concentren al centre de la ciutat i al veïnat de Nordbyen, on es localitza la casa més antiga de la ciutat, construïda cap a 1690.

## Esport
Al municipi hi ha una important activitat esportiva, amb diversos clubs i equips en diverses branques, i una quantitat considerable d'instal·lacions. Els clubs esportius més coneguts són per exemple, Tønsberg-Kameratene, Tønsberg Turn, IL Flint i Eik idrettsforening. El FK Tønsberg és l'equip de futbol més important de la ciutat, i el 2010 juga en la segona divisió noruega. Al barri de Eik té la seu l'equip de futbol Eik-Tønsberg, que el 2010 participa en la tercera divisió.

## Mitjans de comunicació
El diari local de la ciutat és Tønsbergs Blad. És el major diari de la província i té una gran tradició, doncs la seva història es remunta a 1870. En 2005 va aparèixer Byavisa Tønsberg, que és de distribució gratuïta. Un altre diari de llarga trajectòria va ser Vestfold Arbeiderblad («Diari dels treballadors de Vestfold»), fundat el 1909 i extint en 1988.
Tønsbergs Blad opera també l'estació de televisió local TV Vestfold. Ràdio Tønsberg és l'estació local de Tønsberg, dedicada principalment a la difusió de música pop.
L'empresa nacional de ràdio i televisió NRK té oficines a Tønsberg, on produeix les emissions per Vestfold.

## Fills il·lustres
- Cristina de Noruega (1234-1262). Princesa de Noruega i infanta de Castella.
- Hjalmar Andersen (1923-2013). Tres vegades campió olímpic de patinatge de velocitat sobre gel a Oslo 1952.
- Anders Aukland (1972-). Campió olímpic i cinc vegades campió mundial d'esquí de fons.
- Lene Nystrom (1973-). Cantant pop, ex-vocalista del grup Aqua.
- Olaf Tufte (1976-). Campió olímpic de rem a Pequín 2008.
- Magnus Carlsen (1990-). Gran Mestre Internacional d'escacs, Campió del món d'escacs.
- Adelen (1996-). Cantant pop, d'ascendència espanyola.

## Ciutats agermanades
Tønsberg manté una relació d'agermanament amb les següents localitats:
- Covarrubias, Espanya
- Évora, Portugal
- Ísafjörður, Islàndia
- Joensuu, Finlàndia
- Làmia, Grècia
- Linköping, Suècia
- Ravenna, Itàlia